# 于海 (武術家)
于海（ユエ・ハイ、1942年7月18日 - 2023年1月16日）は、中華人民共和国の武術家、俳優。七星螳螂拳の使い手。

## 経歴
山東省煙台市出身。1954年に七星螳螂拳の林景山を師匠とする。1958年に山東省武術隊に所属。選手として国内外の大会へ出場した。1966年から1986年まで山東省武術隊長兼教練、1987年には山東省体育運動技術学院の高級教練顧問となる。2001年に威海市に「于氏武術文化交流中心」を設立した。
俳優としては1982年の『少林寺』に曇宗大師役で出演。本作は出演者の多くが本物の武術家で、于海は武術指導も務めた。その後も、映画、テレビ作品など多数出演した。
于海にとって芸能活動は生活の一部分であり、武術の追求こそが人生の目的だという。
2023年1月16日、死去。81歳没。

## 出演作品
映画
- 少林寺（1982年）
- 少林寺2（1983年）
- 阿羅漢（1986年）
- マスター・オブ・リアル・カンフー 大地無限（1993年）
- 新少林寺/SHAOLIN（2011年）
- ファイティング・タイガー（2013年）

他
テレビ作品
- 太極英雄 (1997年)
- 少林武王（2002年）
- イップ・マン（2013年）

他